# Sharni Williams
Sharni Williams (* 2. März 1988 in Batlow, New South Wales) ist eine australische Rugbyspielerin.

## Leben
Williams spielte als Rugbyspielerin für den australischen Sportverein Brumbies und von 2008 bis 2012 für den australischen Sportverein Canberra Royals. Ihr internationales Debüt für die australische Nationalmannschaft der Damen gab sie am 14. Oktober 2008 im Viking Park in Canberra. Williams nahm an der Rugby-Union-Weltmeisterschaft der Frauen 2010 in England teil. Sie war Teilnehmerin der Commonwealth Games 2018, bei denen sie die Silbermedaille gewann. Bei den Olympischen Spielen 2016 gewann Williams im Siebener-Rugby die Goldmedaille. Fünf Jahre später belegte sie bei den 2021 ausgetragenen Olympischen Spielen 2020 in Tokio den fünften Platz.
Williams outete sich als homosexuell.

## Auszeichnungen und Preise (Auswahl)
- ACT Rugby Rookie of the Year 2008
- Australian Women's Player of the Year 2010
- 2017: Order of Australia Medal[2]